# Robledillo de la Jara
Robledillo de la Jara est une commune de la communauté de Madrid, en Espagne.